# Dolicheremaeus conjunctus
Dolicheremaeus conjunctus är en kvalsterart som beskrevs av Sandór Mahunka 1973. Dolicheremaeus conjunctus ingår i släktet Dolicheremaeus och familjen Tetracondylidae. Inga underarter finns listade i Catalogue of Life.